# Габриел Биброн
Габриел Биброн (на френски: Gabriel Bibron) е френски зоолог. Заедно с Андре Мари Констан Дюмерил, той изследва и описва известен брой влечуги.